# Alice, Through the Looking
Alice, Through the looking (« Alice à travers le regard », titre complet : Alice, Through the looking : À la recherche d'un lapin perdu) est un film de 2021 réalisé par Adam Donen. Le film est inspiré et adapté des romans d'Alice de Lewis Carroll, et son titre fait référence au livre Through the Looking-Glass, and What Alice Found There (« De l'autre côté du miroir, et ce qu'Alice y trouva »). Le film utilise ces textes pour faire une satire du Royaume-Uni et en parler à un public mature. Les acteurs principaux sont Saskia Axten, Elijah Rowen, Steven Berkoff, Carol Cleveland, Alan Ford et Vanessa Redgrave. Le film est produit par 12 Batallion productions et Czar Allemagne. Il est actuellement inédit. 
Pour plus de détails, voir Fiche technique et Distribution.

## Prémisse
Alice, une jeune étudiante française en échange à Londres, passe une nuit avec son nouvel amour, qui s'appelle Rabbit (Lapin), la nuit du le referendum sur l'union Européenne. Le lendemain, Alice tombe entre une autre version de Londres par hasard. Là, Alice découvre que les coutumes et la politique du Royaume-Uni sont bouleversées et déformées. Elle rencontre des personnes et les choses bizarres en essayer de trouver Rabbit à nouveau.
Le film comporte également un récit sur le réalisateur et quelques philosophes, qui jouent des variations satiriques sur eux-mêmes, réagissant à diverses coupures dans le film "Alice".

## Premières apparitions au Festival du film
Le film a été présenté en première mondiale le 25 novembre au festival du film PÖFF 2021, à Tallinn, en Estonie. Il a fait partie de la programmation du festival international Fuse en 2022. Après une première britannique au London Rocks Festival, le film a participé au Liverpool Film Festival et au North East International Film Festival, respectivement en octobre et en novembre. En mars 2023, il a été présenté dans le cadre du Idyllwild International Festival Of Cinema en Californie.

## Casting majeur
Source :
- Saskia Axten comme d'Alice
- Vanessa Redgrave comme narratrice
- Adam Donen comme "Adam"
- Steven Berkoff comme "Le producteur exécutif"
- Slavoj Zizek comme lui-même
- Elijah Rowen comme Rabbit (lapin)
- John Locke comme le vieux banquier
- Adrian McLoughlin comme PC Dum/Justice Dum (policier dum, juge dum)
- Lewis Allcock comme PC Dee/Lord Dee (policier dee, juge dee)
- Sophie Vavasseur comme d'Emma
- Joerg Stadler comme The Caterpillar (la chenille)
- Alan Ford comme président
- Julian M. Deuster comme Beethoven
- Adam Ganne comme Chopin
- Oengus MacNamara comme TS Eliot
- John Le Sage comme le colonel
- Patricia Le Sage comme l'épouse du colonel
- Andy Dowson comme l'homme sauvage
- Carol Cleveland comme la reine